# Castillo-Palacio de Ador
El castillo-palacio de Ador se encuentra en el municipio oscense de Azlor, camino de la vecina Azara. Actualmente está en manos privadas y se encuentra en estado de ruina total.

## Historia
El topónimo Ador significa en idioma árabe ( الدور, pronunciado ad-dūr) "Las Casas" lo que soporta tesis de un posible origen árabe. Formaría probablemente parte de una línea defensiva que iría a lo largo de las estribaciones montañosas por Peraltilla, Azara, Azlor, Ador, y Fernagüelo. Pese a estas teorías, los primeros vestigios documentales del edificio datan de la conquista de Naval por Pedro I de Aragón en 1095. Era el núcleo de una pequeña población que dependía de la vecina localidad de Azlor y que contaba con 2 casas en 1488.
Tras el siglo XV, perdida su finalidad militar, sufre un proceso de conversión a palacio similar a otros castillos de su entorno. Era propiedad como la vecina Azlor de la familia Cancer. pasando a manos de la familia Naya probablemente en la persona de Antonio Naya en el siglo XVII. El palacio tiene su mayor destello de fama en el siglo XVIII como casa natal de su hijo, el primer barón de Alcalá, Martín Naya y como residencia de su nieto Pedro Naya. La localidad de Ador se despobló en el siglo XX, quedando la edificación abandonada.

## Descripción
Se encuentra situada entre Azlor y Azara, protegiendo la entrada sur a la primera localidad. Conformó un pequeño núcleo en sí mismo, incluyendo una posición fortificada, sus propios aljibes y una ermita románica. Se tiene constancia de la existencia en el pasado de casas y campos de cultivo en el entorno.
El edificio en sí consta de dos plantas: una original de piedra y un añadido de ladrillo probablemente derivado de su transición a palacio. El historiador Adolfo Castán data la estructura base del siglo XVI mientras que la ampliación de ladrillo probablemente sea del siglo XVIII. La planta es rectangular y conserva las torres defensivas originales en el perímetro.